# ザムトゲマインデ・ヘムモール
ザムトゲマインデ・ヘムモール (ドイツ語: Samtgemeinde Hemmoor) は、ドイツ連邦共和国ニーダーザクセン州クックスハーフェン郡に属すザムトゲマインデ（集合自治体）である。このザムトゲマインデは、1972年8月1日にニーダーザクセン州の行政改革に伴って成立した。行政本部はヘムモールにある。

## 地理

### ザムトゲマインデの構成
このザムトゲマインデは、ヘムモール市とヘヒトハウゼン、オーステンからなる。

## 歴史

### 人口推移
| 年   | 人口（人） |
| ---- | ---------- |
| 1987 | 12,926     |
| 1992 | 13,218     |
| 1997 | 13,985     |
| 2002 | 14,388     |
| 2007 | 14,189     |
| 2008 | 14,201     |
| 2009 | 14,137     |
| 2010 | 14,080     |
| 2011 | 14,056     |
| 2013 | 13,997     |

いずれも12月31日現在

## 行政

### ザムトゲマインデ議会
ザムトゲマインデ・ヘムモールの議会の議員定数は29議席からなる。人口12,001人から15,000人の町村の通常の議員定数は30議席である。議員は5年ごとに選出される。
議会では、議員の他にザムトゲマインデ長も投票権を有している。

### ザムトゲマインデ長
ザムトゲマインデ・ヘムモールの専任の首長はヤン・ティーデマン（SPD）である。彼は2021年9月12日の選挙で現職の首長として 55.6 % の票を獲得して再選された。この選挙の投票率は 63.1 % であった。

### 紋章
図柄: 四分割。向かって左上は赤地で銀色の天秤の上に銀の波帯。向かって右上は、銀地に黒い自在鉤。向かって左下は銀地に半身の赤い鷲。向かって右下は青地に3つの銀の菱形図形（2:1と配置）。
解説: 銀の波帯は主要な水路であるオーステ川を、天秤は商人・交易気質と公平性を象徴している。自在鉤は元々農村であったことを示している。半身の赤い鷲は、先進的な判断を表している。3つの菱形図形は、3つの構成自治体ヘムモール、ヘヒトハウゼン、オーステンを象徴している。